# Boels Dolmans Cyclingteam/Saison 2019
Dieser Artikel listet den Kader und die Erfolge des Radsportteams Boels Dolmans Cyclingteam in der Saison 2019 auf.

## Team
| Teamkader 2019           | Teamkader 2019    | Teamkader 2019     | Teamkader 2019                          |
| Name                     | Geburtsdatum      | Land               | Vorheriges Team                         |
| ------------------------ | ----------------- | ------------------ | --------------------------------------- |
| Chantal Blaak            | 22. Oktober 1989  | Niederlande        | Specialized-Lululemon (2014)            |
| Eva Buurman              | 7. September 1994 | Niederlande        | Trek-Drops (2018)                       |
| Karol-Ann Canuel         | 18. April 1988    | Kanada             | Velocio-SRAM (2015)                     |
| Jolien D’hoore           | 14. März 1990     | Belgien            | Mitchelton-Scott (2018)                 |
| Amalie Dideriksen        | 24. Mai 1996      | Dänemark           | Amager Cykle Ring (2014)                |
| Katie Hall               | 6. Januar 1987    | Vereinigte Staaten | UnitedHealthcare Women's Team (2018)    |
| Annika Langvad           | 22. März 1984     | Dänemark           | Boels Dolmans (2019)                    |
| Christine Majerus        | 25. Februar 1987  | Luxemburg          | Sengers (2013)                          |
| Amy Pieters              | 1. Juni 1991      | Niederlande        | Wiggle High5 (2016)                     |
| Skylar Schneider         | 3. September 1998 | Vereinigte Staaten | Team Illuminate (2017)                  |
| Jip van den Bos          | 12. April 1996    | Niederlande        | Parkhotel Valkenburg Continental (2016) |
| Anna van der Breggen     | 18. April 1990    | Niederlande        | Rabo Liv Women (2016)                   |
|                          |                   |                    |                                         |
| Quelle: Cycling Archives |                   |                    |                                         |

## Erfolge
| Siege    | Siege                                                    | Siege                  | Siege  | Siege                | Siege |
| Datum    | Rennen                                                   | Staat                  | Klasse | Siegerin             |       |
| -------- | -------------------------------------------------------- | ---------------------- | ------ | -------------------- | ----- |
| 2. Mär.  | Omloop Het Nieuwsblad                                    | Belgien                | 1.1    | Chantal Blaak        |       |
| 5. Mär.  | Le Samyn des Dames                                       | Belgien                | 1.2    | Jip van den Bos      |       |
| 24. Apr. | La Flèche Wallonne                                       | Belgien                | 1.WWT  | Anna van der Breggen |       |
| 16. Mai  | Tour of California - women, 1. Etappe                    | Vereinigte Staaten     | 2.WWT  | Anna van der Breggen |       |
| 17. Mai  | Tour of California - women, 2. Etappe                    | Vereinigte Staaten     | 2.WWT  | Katie Hall           |       |
| 18. Mai  | Tour of California - women, Gesamtwertung                | Vereinigte Staaten     | 2.WWT  | Anna van der Breggen |       |
| 22. Mai  | Emakumeen Bira, 1. Etappe                                | Spanien                | 2.WWT  | Jolien D’hoore       |       |
| 31. Mai  | La Classique Morbihan                                    | Frankreich             | 1.1    | Christine Majerus    |       |
| 10. Jun. | The Women’s Tour, 1. Etappe                              | Vereinigtes Königreich | 2.WWT  | Jolien D’hoore       |       |
| 12. Jun. | The Women’s Tour, 3. Etappe                              | Vereinigtes Königreich | 2.WWT  | Jolien D’hoore       |       |
| 15. Jun. | The Women’s Tour, 6. Etappe                              | Vereinigtes Königreich | 2.WWT  | Amy Pieters          |       |
| 28. Jun. | Luxemburger Meisterschaften, Einzelzeitfahren der Frauen | Luxemburg              | CN     | Christine Majerus    |       |
| 29. Jun. | Luxemburger Meisterschaften, Straßenrennen der Frauen    | Luxemburg              | CN     | Christine Majerus    |       |
| 29. Jun. | Kanadische Meisterschaften, Straßenrennen der Frauen     | Kanada                 | CN     | Karol-Ann Canuel     |       |
| 30. Jun. | Dänische Meisterschaften, Straßenrennen der Frauen       | Dänemark               | CN     | Amalie Dideriksen    |       |
| 13. Jul. | Giro d'Italia Women, 9. Etappe                           | Italien                | 2.WWT  | Anna van der Breggen |       |
| 10. Aug. | European Road Cycling Championships - Women RR           | Niederlande            | CC     | Amy Pieters          |       |
| 8. Sep.  | Simac Ladies Tour, Gesamtwertung                         | Niederlande            | 2.WWT  | Christine Majerus    |       |